# Oxyopes assamensis
Oxyopes assamensis är en spindelart som beskrevs av Benoy Krishna Tikader 1969. Oxyopes assamensis ingår i släktet Oxyopes och familjen lospindlar. Inga underarter finns listade i Catalogue of Life.